# 臺南市政府警察局刑事警察大隊
臺南市政府警察局刑事警察大隊（簡稱臺南市刑大、南市刑大），為臺南市政府警察局之直屬大隊，負責臺南市內治安之維護及市內所有刑事案件之偵查，下轄偵一、偵二、偵三、偵四、偵五、偵六、偵七、科偵隊，大隊本部設於新營區，與保安警察大隊相鄰。

## 編組
- 行政組
- 預防組
- 偵查組
- 司法組
- 督察組
- 人事室
- 會計室
- 勤務指揮中心
- 偵一隊
- 偵二隊
- 偵三隊
- 偵四隊
- 偵五隊
- 偵六隊
- 偵七隊
- 科偵隊